# Đường viền quần lót

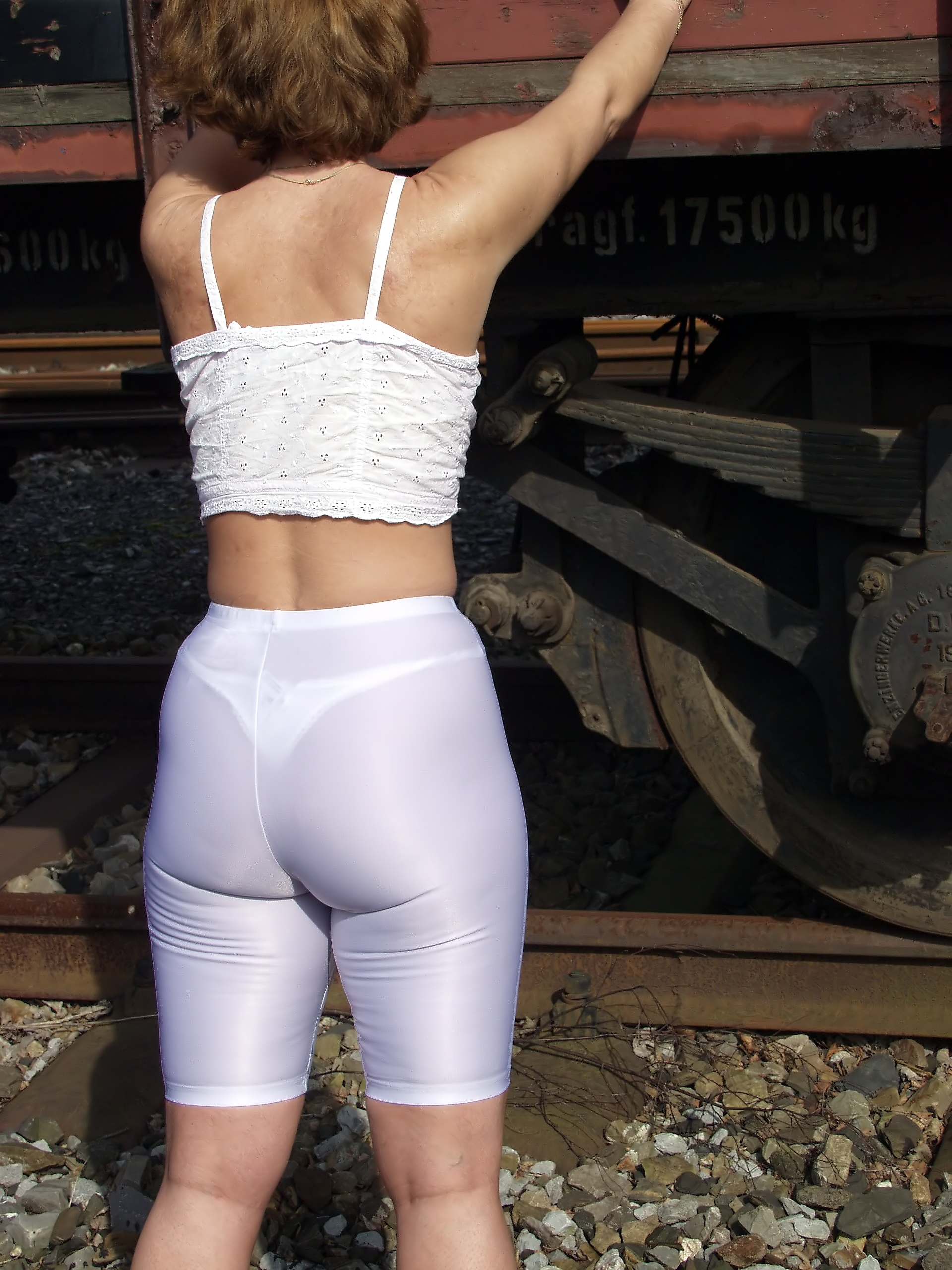

Đường viền quần lót (Anh ngữ: visible panty line, viết tắt VPL) là đường chạy dài lộ rõ khi một người mặc quần mỏng hoặc bó sát khiến người khác có thể nhìn thấy quần lót bên trong. VPL được sử dụng ở một số phong trào nữ quyền tại phương Tây như Women’s Networking Zone như một hình tượng nói lên khái niệm và ý tưởng nữ quyền của họ, với ý tưởng đòi nữ quyền, cởi mở và tưởng tượng tình dục, thúc đẩy hội thoại và liên kết.

## Thuật ngữ
Nguồn gốc của thuật ngữ này trong tiếng Anh có lẽ bắt nguồn từ VPL viết tắt của "visible panty line" ("đường quần lót có thể nhìn thấy"). Từ điển A Dictionary of Slang and Unconventional English trích dẫn rằng cụm từ này đã được phổ biến bởi bộ phim hài năm 1977 của Woody Allen, Annie Hall.
Ngoài lề, thuật ngữ "Visible Panty Line" cũng đề cập đến đường địa hình nhân tạo trong thể thao leo núi.

## Vấn đề trang phục
VPL thường được mô tả là sự cố ăn mặc, là vấn đề đáng xấu hổ khi để người khác nhìn thấy đường viền quần lót. Một người ăn mặc có VPL được đánh giá là ăn mặc luộm thuộm, thiếu tôn trọng người khác khi gặp gỡ, cũng như gây khó chịu nơi công cộng. Một số tình huống chụp ảnh hay quay phim người trong trang phục có VPL được coi là quấy rối. Nguyên nhân chủ yếu của VPL là từ việc mặc trang phục ngoài bằng vải mỏng và trơn.
Có nhiều cách để khắc phục VPL, trước hết là tránh mặc quần hoặc các trang phục ngoài như váy quá mỏng, hoặc hạn chế sử dụng các quần lót được may dày ở đường viền. Ngoài ra, có thể mặc thêm áo khoác dài để che phần bên dưới cơ thể, hoặc bất kỳ loại trang phục kéo dài nào có độ che phủ xuống chân. Quần lót dây cũng là một chọn lựa tốt để tránh xuất hiện VPL vì loại quần lót này nhỏ gọn. Hoặc mặc boyshort, một chọn lựa ngược lại, đây là quần lót liền mạch, bao trùm phần mông và một phần chân, nối liền không để lộ VPL. Hay một trong những cách tốt nhất để không có VPL là... không mặc quần lót. Một số nhà sản xuất cho rằng VPL không phải là vấn đề thiết kế mà là vấn đề liên quan chọn lựa, sẽ không có sự phát sinh nếu người dùng chọn lựa kích thước và kiểu dáng quần lót phù hợp, chú ý đường cắt, kiểu khâu, cạnh/viền quần lót.
Để đáp ứng nhu cầu khắc phục VPL trên thị trường, một dòng quần lót mới ra đời với khả năng bó sát mà không tạo VPL có tên gọi là "No Panty Line".

## Xu hướng thời trang
VPL hiện nay đã ít chịu định kiến, dần được chấp nhận và ngày càng trở nên thịnh hành trong xu thế thời trang, thậm chí có sự phổ biến của việc mặc có VPL rõ nét hơn được gọi là "Very Visible Panty Line" (VVPL). Nhiều thương hiệu thời trang cao cấp đã sản xuất và cho ra mắt nhiều thiết kế của họ. Quần lửng, quần lót liền mạch và shaplass chống lại VPL không còn là chọn lựa phổ biến. Nhiều ngôi sao tại Mỹ ưa chuộng trang phục và quần lót tạo VPL để khoe thân thể, như Miley Cyrus, Kendall Jenner, Kim Kardashian, Jennifer Lopez. VPL đặc biệt là thói quen ăn mặc yêu thích của Kendall Jenner. Hãng Alexander McQueen – một nhà thiết kế thời trang chuyên về khám phá các yếu tố tình dục thông qua thời trang đã tập trung vào VPL. Các quan điểm đối lập nhau trong việc nhìn nhận VPL thúc đẩy gia tăng và sụt giảm thương mại giữa các hãng thời trang đồ lót. Nếu như trong thập niên 80, 90 của thế kỷ 20, xu hướng trang phục tránh VPL đã thúc đẩy chọn lựa G-string khiến nhiều hãng sản xuất tăng doanh thu thì đến năm 2016 bắt đầu sụt giảm, trang phục tạo nên VPL dần được chấp nhận, dẫn đến các hãng sản xuất liên quan tăng doanh số bán hàng.

## Hình tượng trong phong trào nữ quyền
VPL được sử dụng ở một số phong trào nữ quyền như Women’s Networking Zone ở Áo như một hình tượng nói lên khái niệm và ý tưởng nữ quyền của tổ chức này. Với ý tưởng là đòi nữ quyền, cởi mở và tưởng nhớ tính dục, các vấn đề bạo lực và hiếp dâm. VPL là hình tượng cung cấp cái nhìn "không có cuộc trò chuyện nào là điều cấm kỵ, và ở đó những chi tiết trần tục và dường như nhỏ bé trong cuộc sống của phụ nữ, bao gồm các chức năng của cơ thể và sự nhọc nhằn của họ có thể được cung cấp một diễn đàn trò chuyện từ sự liên kết giữa hình ảnh VPL này với chính sách và chương trình hoạt động". Trong hoạt động Human Rights March, VPL được lựa chọn làm biểu ngữ, biểu thị cho ý nghĩa rằng "đường dây có thể nhìn thấy được" liên kết và thúc đẩy hội thoại.